# Pseudomaevia
Pseudomaevia — род аранеоморфных пауков из подсемейства Dendryphantinae в семействе пауков-скакунов (Salticidae).

## Этимология
Научное название рода скомбинировано из слов др.-греч. pseudo- — приставка «ложно-», и плюс название рода других пауков-скакунов — Maevia.

## Виды
- Pseudomaevia cognata Rainbow, 1920 — Лорд-Хау
- Pseudomaevia insulana Berland, 1942 — Полинезия
  - Pseudomaevia insulana aorai Berland, 1942 — Таити